# Vetlanda station
Vetlanda station är en järnvägsstation i Vetlanda i Jönköpings län och ligger dels på järnvägslinjen Nässjö–Vetlanda, dels på Emådalsbanan.

## Historik
1884 öppnades  trafiken till Vetlanda genom Vetlanda–Sävsjö Järnväg. Spårvidden på sträckan blev 891 mm och öppnades för godstrafik den 28 november 1884 och för persontrafik den 30 augusti 1885. 1906 förlängdes järnvägen till Målilla då Vetlanda–Målilla Järnväg startade sin verksamhet. 1914 tillkom den normalspåriga järnvägen Nässjö–Vetlanda–Åseda. 
I december 1984 gick det sista tåget på smalspåret och spåret breddades till normalspår, vars trafik startade i januari 1987. Sträckan till Sävsjö revs upp under 1970-talet. Från Vetlanda går Emådalsbanan för godstrafik till Pauliström, sedan 1 februari 2023 finns det ingen godstrafik på sträckan.
Persontrafiken på sträckan Vetlanda-Åseda lades ned 2002 och i dag återstår bara trafiken på sträckan Nässjö–Vetlanda.
Ett nytt stationshus började planeras 2007 efter att det tidigare stationshuset fick stängas 2006 efter problem med berusade människor. Det äldre stationshuset revs 2010 och det nya, benämnt Vetlanda resecentrum, öppnade i slutet av samma år.
| Linje mot  | Linjenamn                | Persontrafik från | Godstrafik från | Persontrafik till | Godstrafik till |
| ---------- | ------------------------ | ----------------- | --------------- | ----------------- | --------------- |
| Nässjö     | Nässjö–Vetlanda–Åseda    | 1914              | 1914            | Pågår             | 2023            |
| Åseda      | Nässjö–Vetlanda–Åseda    | 1914              | 1914            | 2002              | 1990            |
| Sävsjö     | Vetlanda–Sävsjö Järnväg  | 1885              | 1884            | 1961              | 1977            |
| Målilla    | Vetlanda–Målilla Järnväg | 1906              | 1906            | 1961              | 1984            |
| Kvillsfors | Emådalsbanan             | -                 | 1987            | -                 | 2023            |

1. ↑  Samma sträckning som banan mot Målilla, men ombyggd till normalspår.

## Trafik
Stationen trafikeras under 2023 av tåg från Krösatågen och bussar från Jönköpings Länstrafik.

## Galleri

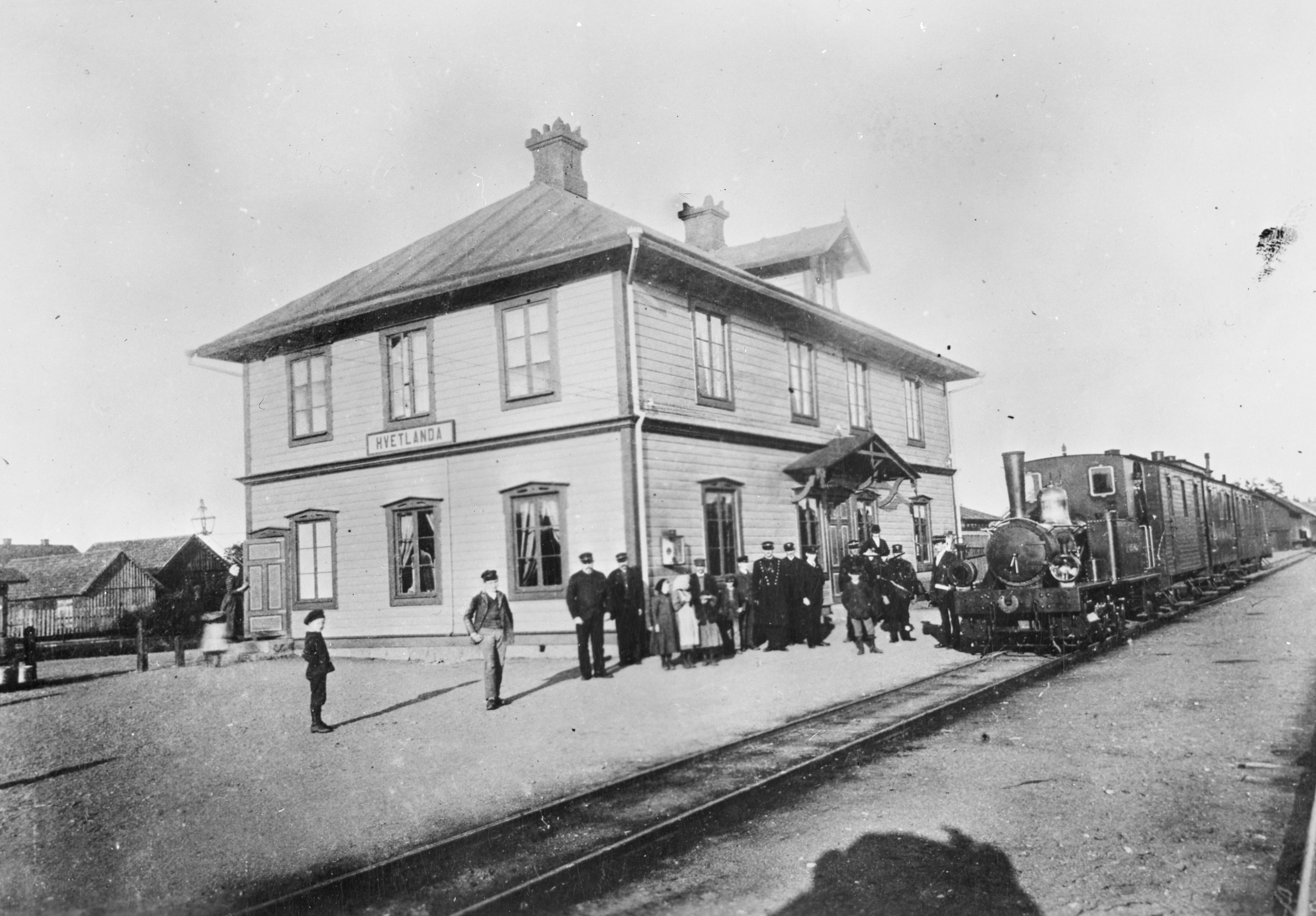
Vetlanda station ca 1900.